# Rhodospatha piushaduka
Rhodospatha piushaduka — вид квіткових рослин із родини кліщинцевих (Araceae), роду Rhaphidophora. Це ліана, рідним ареалом якої є пн. Перу.